# Biltoi-Iurt
Biltoi-Iurt (en rus: Бильтой-Юрт) és un poble de la república de Txetxènia, a Rússia, segons el cens del 2022 tenia 2.154 habitants.